# La mia vita in rosa
La mia vita in rosa è un film belga del 1997 diretto da Alain Berliner e prodotto da Carole Scotta.
È stato presentato nella Quinzaine des Réalisateurs al 50º Festival di Cannes.

## Trama
Ludovic è un bambino di 7 anni che stenta a riconoscersi nel suo corpo esteriore di maschio, convinto che la sua vera natura sia femminile al punto da sognare di diventare un giorno una donna a tutti gli effetti. I suoi genitori e i fratelli, in particolare la sorella maggiore, sembrano tollerare questo comportamento da parte di Ludovic, che ama vestirsi e comportarsi come una bambina, convinti che sia solamente una fase di passaggio e che gli passerà presto. Tuttavia, Ludovic sembra convincersi di più al punto da rivelare a sua madre di voler sposare un giorno il suo compagno di banco Jerome.
Mentre Ludovic continua nel suo sogno impossibile, si inizia a creare una situazione di intolleranza nei confronti del ragazzino sotto ogni forma: il padre di Jerome, superiore del padre di Ludovic, dopo averlo rassicurato sul fatto che i tagli al personale non lo toccheranno, lo licenzia in tronco; uno dei fratelli di Ludovic, che gioca nella sua stessa squadra di calcetto, lo lascia pestare dai compagni mentre l'altro fratello osserva impotente perché bloccato dal fratello; fuori dalla casa viene trovata una scritta omofoba nei confronti di Ludovic e l'intera classe del ragazzino firma una petizione per allontanarlo dal plesso scolastico.
Ludovic e la sua famiglia si trasferiscono in un altro quartiere. Qui Ludovic conosce una ragazzina vicina di casa che ama vestirsi e comportarsi come un ragazzino e lo invita alla sua festa in maschera. Durante la festa, la ragazzina chiede a Ludovic di scambiare il suo vestito da moschettiere con quello da principessa che lei porta. Non appena sua madre lo vede, ha una crisi di nervi durante la quale schiaffeggia brutalmente Ludovic, che riesce a divincolarsi e fuggire. 
Sconvolta per quello che ha fatto, sua madre va a cercarlo e lo trova mentre sale su un cartellone della bambola Pam (una sorta di parodia della Barbie), deciso ad andare nel suo mondo di plastica così potrà vivere felice e contento. Nel tentativo di impedirgli di fuggire, la madre sale sulla scala ma sviene. Viene trovata e portata dalla sua vicina di casa, dove le chiedono perché abbia tentato di scalare un cartellone pubblicitario. La madre di Ludovic vede suo figlio e lo stringe forte: anche se con un'identità di genere diversa, ne è pur sempre la madre e vorrà sempre bene a Ludovic, nonostante lo avesse dimenticato.

## Riconoscimenti
- 1997 - Festival du Film de Cabourg
  - Swann d'oro al miglior film
- 1997 - Festival Internazionale del cinema di Karlovy Vary
  - Globo di cristallo
- 1998 - Golden Globe
  - Miglior pellicola straniera